# 中帽
中帽（なかぼう、Liner,Ground Troops' Helmet）は、防衛省・自衛隊で使用されているヘルメット（ヘルメットライナー）。1形と2形、派生形として警務用がある。
旧式のものは長く「ライナー」と通称されており、現在でも一部隊員にはそう呼ばれている。

## 概要
66式鉄帽の制式に伴い、1966年に「中帽」の調達が開始された。帽体、着装体、あごひもから構成されている。
従来のM1ヘルメット用のライナーと違い帽体は樹脂製（ポリカーボネート樹脂）で、内装（ハンモック、ヘッドバンド）の形状がより日本人の頭部に適合するようになっている。
88式鉄帽の制式により中帽としての本来の役割は失われたが、独立した軽作業用ヘルメット（安全帽）として使われ続けている。現在は後継の「中帽,2形」が別個調達されている。

## 仕様

### 1形

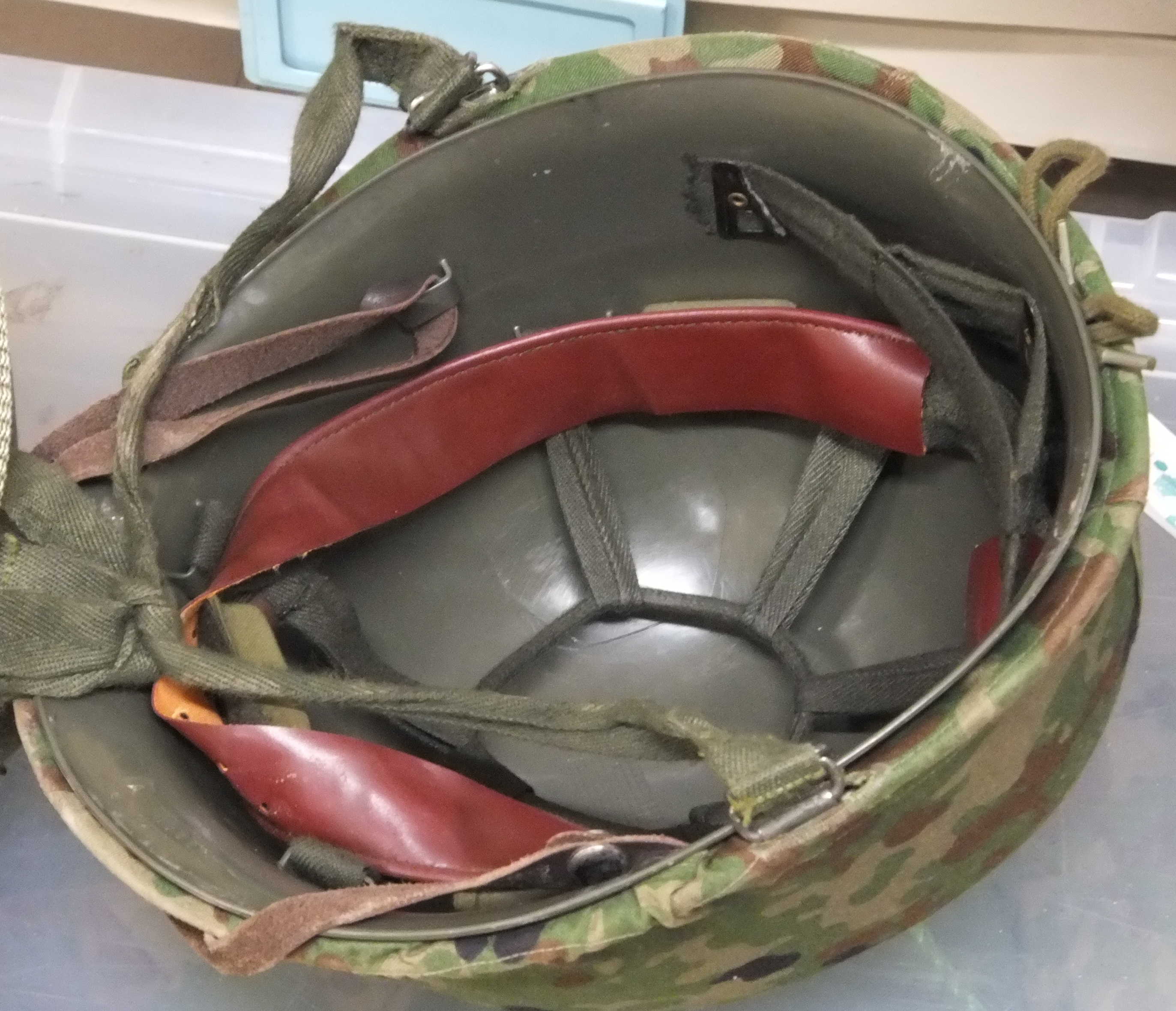
中帽1型（初期）の内側、綿製の平紐及び丸紐で頭部に触れる内側は構成されており、調節はそれぞれ紐の結び位置を調節する事で対応できた。写真の顎紐は66式鉄帽の特長である布製の平紐2本を顎の位置でネクタイ縛りする事で使用していた状態の物。ライナーの顎紐は金具で調節可能であった

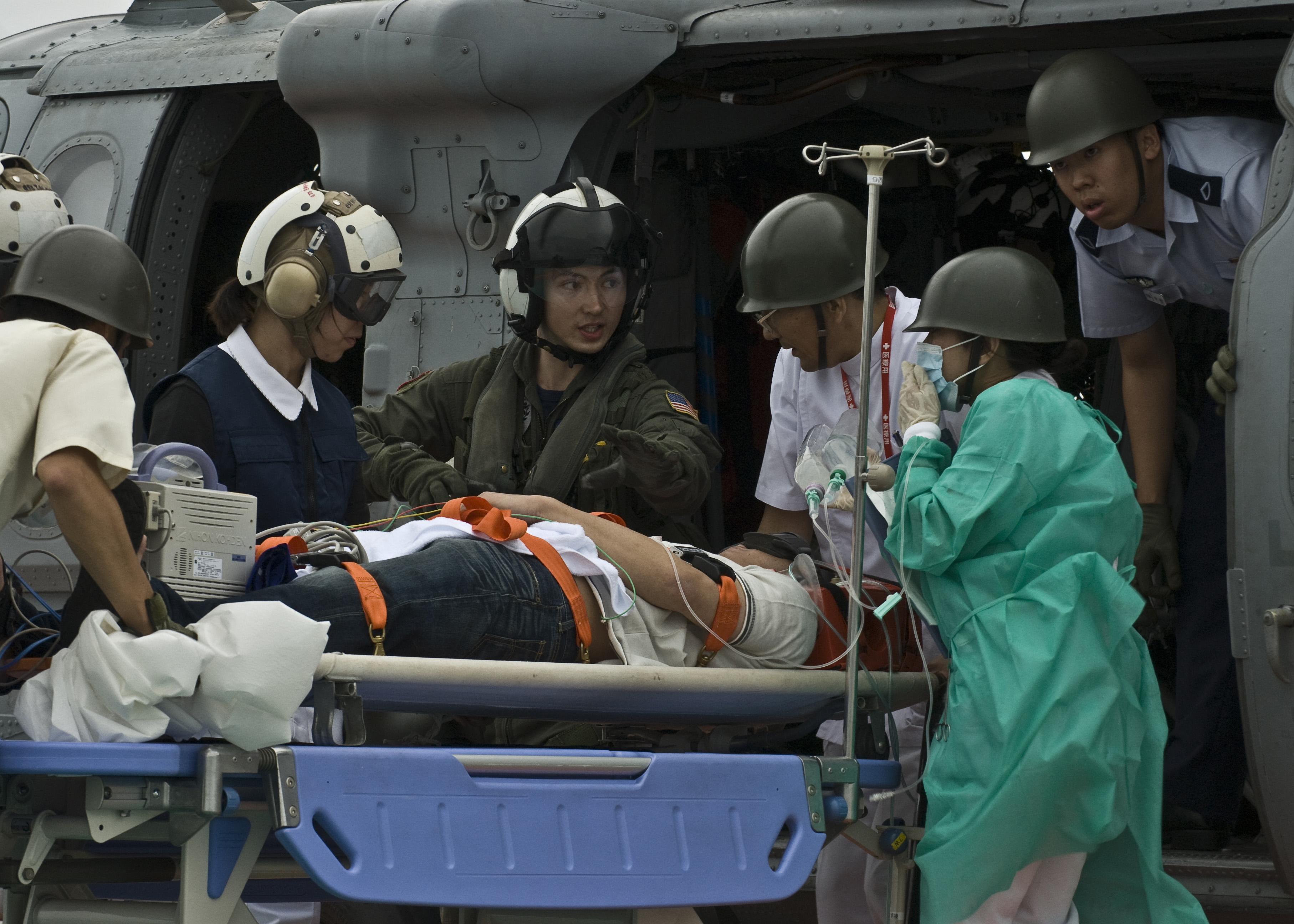
1形を被った自衛官

2形の採用に伴い、1形の名称が付された。帽体の色はOD色（色番号2314）ヘッドバンドは滑り皮（合成皮革）製で、あごひもは牛革製である。標準型鉄帽（外帽）の下に被る場合は中帽あごひもを鉄帽のひさし部または後部に架けて固定する。後頭部当てが布製で交換不能であったため、劣化（疲労）すると著しく安定性が低下する問題があった。
現在も新隊員教育隊、予備自衛官補教育隊、予備自衛官部隊、広報用に各教育隊、駐屯地業務隊等で保管されている。

### 2形

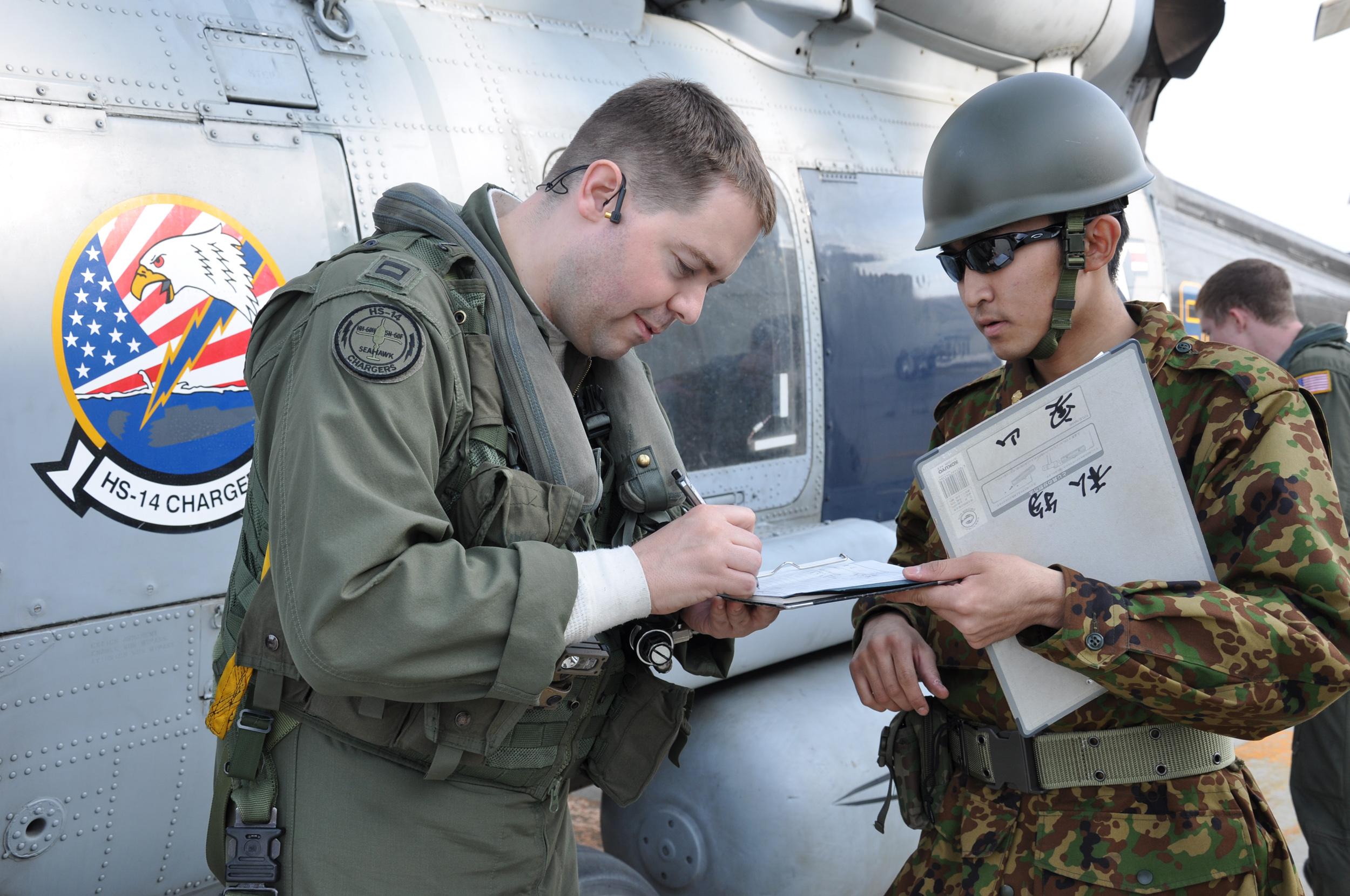
2形を被った陸上自衛官（東日本大震災）

"隊員が訓練及び各種の整備作業用に着用する安全帽。材質は合成樹脂"（防衛省仕様書 DSP Z 8001より）
帽体の色はOD色（色番号2314）着装体（内装）、あごひもの形状と素材などが改められた。ヘッドバンドは合成樹脂と滑り皮製、あごひもはポリプロピレン製である。
内装形状の改良によって1形にくらべ非常に高い安定性、適合性を得た。
帽体は1形と同一規格である為、標準型鉄帽（66式鉄帽）にも一応は着装可能である。

### 警務用

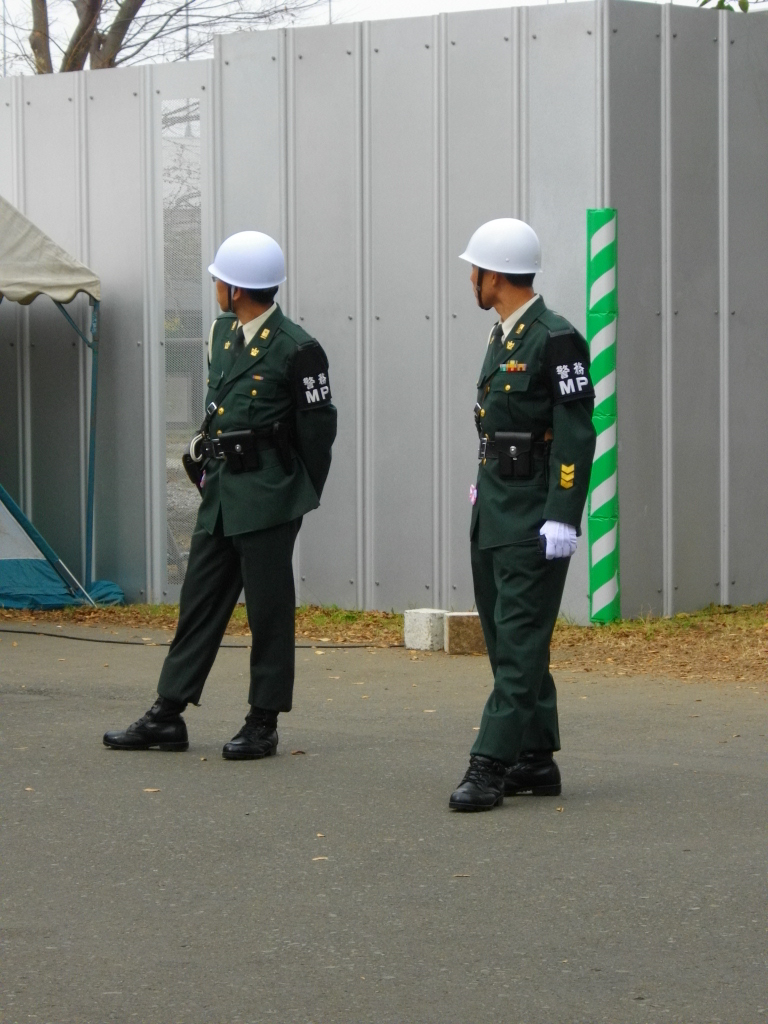
警務用中帽（旧型）を被った陸上自衛隊の警務隊隊員

帽体の色は白色。陸上自衛隊の警務科隊員及び駐屯地警衛隊の一部が着用する。
旧型は、帽体の色以外一般用の中帽1形と同様で、鉄帽外帽（警務用、白色、あごひも環なし）も存在する。制帽（陸士用）用帽章に準じた形状の前章付き。
新型は、着装体が一般用の2形と同様であるが、帽体のみ白色。

## 調達
鉄帽（外帽）と違い、調達は複数社からの入札により行われている。ひさし部に納入年度と製造業者の略号（又は記号）が記入（刻印）されている。

## 規格
- JIS L 1096 一般織物試験方法
- JIS L 2512 ビニロン縫糸
- JIS T 8131 産業用安全帽
- JIS Z 1527 ポリプロピレン製バンド
- JIS Z 8741 表面光沢度-測定方法
- NDS Z 8201　標準色